# Абросимова Ольга Іванівна
Ольга Іванівна Абросимова (1923 — 19 квітня 2010) — доярка колгоспу «Горшиха» (село Медягіно, Ярославський район Ярославської області); Герой Соціалістичної Праці.

## Біографія
Ольга Іванівна Абросимова народилася в 1923 році в бідній селянській родині Олени Ананьївни та Івана Фирстовича, де було 7 дітей: 3 синів і 4 дочки. Другою в родині була Ольга.
Вчитися довелося всього три класи. Батько хворів, а осилити всі турботи в сім'ї однієї матері було нелегко. Після трьох класів Ольга пішла працювати. У воєнний час вона споруджувала Костромську дорогу, копала окопи на Волгострої, працювала в рільничій бригаді: орала на конях, сіяла, косила, жала. А потім чотири роки роботи на торфопідприємстві: катали труби, на собі носили колоди. Була бригадиром і з усіма разом виконували роботу.
Коли був організований колгосп «Горшіха» її мати пішла працювати в нього конюхом, а після обладнання скотного двору стала дояркою. Кожен день Оля допомагала матері на фермі: доїла корів, прибирала гній.
Працювати на фермі стала з початком Другої світової війни.
У 1945 році мати передала доньці свою групу корів. Прийняла її Ольга Іванівна і до 1992 року продовжувала там працювати.
Ольга Іванівна була учасницею третього з'їзду колгоспників у Москві, делегатом профспілкового з'їзду. Була учасницею відкриття Виставки досягнень народного господарства СРСР.

### Родина
У 1946 році Ольга Іванівна вийшла заміж. Микола Юхимович Абросимов — уродженець села Медягіно, 7 років був на дійсній службі. Спільно прожили всього 11 років. Було молодшому синові Колі 5 років, коли загинув чоловік Ольги Іванівни.
У її дітей виросло 5 онуків.

## Нагороди
- Указом Президії Верховної Ради СРСР від 16 вересня 1948 року нагороджена орденом Трудового Червоного Прапора.[1]
- Звання Героя Соціалістичної Праці Ользі Іванівні присвоєно Указом Президії Верховної Ради СРСР від 11 червня 1949 року (у 25 років). Нагороди були дані за високі надої — корови з її групи до кінця 1940-х років стали давати більше 5 тисяч л молока на рік, що для того часу було дуже багато.
- Бронзова медаль Комітету ВДНГ, ювілейні медалі Перемоги.
- Звання «Почесний громадянин Ярославського муніципального округу» (присвоєно в жовтні 1999 року).

Також отримувала інші нагороди: листи подяки, почесні грамоти, дипломи переможця соцзмагання, іменні цінні подарунки, і в їх числі автомобіль «Москвич».

## Пам'ять
У 2006 році колишній доярці колгоспу «Горшиха» О.І. Абросимовій вручили книгу «Женщины Ярославии», куди увійшли кращі представниці Ярославської області, в тому числі й Ольга Іванівна.